# Chao cara cómo estás/Un río amargo
Chao cara cómo estás/Un río amargo è un singolo della cantante italiana Iva Zanicchi, pubblicato per il mercato spagnolo nel 1974.

## Tracce
Lato A
- Chao cara cómo estás - 3:50 - (D. Dinaro - I. Janne - G. Malgioglio - Adattamento spagnolo: E. Luis)

Lato B
- Un río amargo - 3:45 - (D. Christodoulou - M. Theodorakis - Adattamento spagnolo: J. M. Andreu)